# Judô nos Jogos Olímpicos de Verão da Juventude de 2014
O Judô nos Jogos Olímpicos de Verão da Juventude de 2014 foi realizado entre 17 e 21 de Agosto no Ginásio de Longjiang em Nanquim, China.

## Qualificação
rCada Comité Olímpico Nacional (CON) pôde participar com dois atletas, um de cada sexo. Os Campeonatos Mundiais de Judô de Cadetes de 2013, realizados em Miami (EUA) de 8 a 11 de Agosto de 2013, apuraram 86 judocas. Os vencedores de cada categoria de peso desses campeonatos qualificaram-se para as Olimpíadas da Juventude desde que a sua nação não excedesse as vagas a que tem direito. Caso isso acontecesse, a nação devia eleger que atletas participam, sendo que os lugares restantes sobram para o melhor participante seguinte. A anfitriã China teve direito aos dois lugares, enquanto outros 16 (oito de cada sexo) foram decididos pela Comissão Tripartida.
Para poderem participar nas Olimpíadas da Juventude, os atletas têm que ter nascido entre 1 de Janeiro de 1996 e 31 de Dezembro de 1998. Além disso, devem ter participado nos Campeonatos Mundiais de Cadetes de 2013 ou nos Campeonatos da Juventude continentais, e devem ser judocas pelo menos de cinturão azul.
| CON                      | Rapazes | Rapazes | Rapazes | Rapazes | Moças  | Moças  | Moças  | Moças  | Total |
| CON                      | -55 kg  | -66 kg  | -81 kg  | -100 kg | -44 kg | -52 kg | -63 kg | -78 kg | Total |
| ------------------------ | ------- | ------- | ------- | ------- | ------ | ------ | ------ | ------ | ----- |
| RSA África do Sul        |         |         |         |         |        |        |        | X      | 1     |
| GER Alemanha             |         |         |         | X       |        |        | X      |        | 2     |
| ALG Argélia              |         | X       |         |         |        | X      |        |        | 2     |
| ARG Argentina            |         |         |         | X       |        | X      |        |        | 2     |
| ARM Armênia              |         | X       |         |         |        |        |        |        | 1     |
| AUS Austrália            | X       |         |         |         |        |        |        | X      | 2     |
| AUT Áustria              |         |         | X       |         |        |        | X      |        | 2     |
| AZE Azerbaijão           | X       |         |         |         | X      |        |        |        | 2     |
| BEL Bélgica              | X       |         |         |         |        |        |        | X      | 2     |
| BLR Bielorrússia         |         | X       |         |         |        | X      |        |        | 2     |
| BIH Bósnia e Herzegovina |         | X       |         |         |        |        |        | X      | 2     |
| BOT Botsuana             | X       |         |         |         |        |        |        |        | 1     |
| BRA Brasil               |         |         | X       |         |        | X      |        |        | 2     |
| BUL Bulgária             |         | X       |         |         |        | X      |        |        | 2     |
| CAN Canadá               |         |         | X       |         |        |        | X      |        | 2     |
| KAZ Cazaquistão          | X       |         |         |         | X      |        |        |        | 2     |
| CHN China                |         | X       |         |         |        | X      |        |        | 2     |
| COL Colômbia             |         |         | X       |         |        |        | X      |        | 2     |
| CIV Costa do Marfim      |         |         |         |         |        |        | X      |        | 1     |
| CRC Costa Rica           |         | X       |         |         |        |        |        |        | 1     |
| KOR Coreia do Sul        |         | X       |         |         |        | X      |        |        | 2     |
| CRO Croácia              |         |         | X       |         |        |        |        | X      | 2     |
| CUB Cuba                 |         |         | X       |         |        | X      |        |        | 2     |
| ECU Equador              |         |         |         |         | X      |        |        |        | 1     |
| SLO Eslovênia            |         |         |         |         |        | X      |        |        | 1     |
| ESP Espanha              |         |         |         |         |        |        |        | X      | 1     |
| USA Estados Unidos       |         | X       |         |         | X      |        |        |        | 2     |
| EST Estônia              |         |         | X       |         |        |        |        |        | 1     |
| FRA França               |         | X       |         |         |        |        |        | X      | 2     |
| GEO Geórgia              |         |         | X       |         |        | X      |        |        | 2     |
| GBR Grã-Bretanha         |         | X       |         |         |        |        | X      |        | 2     |
| GUM Guam                 |         | X       |         |         |        |        |        |        | 1     |
| GUA Guatemala            |         |         |         |         |        | X      |        |        | 1     |
| GUI Guiné                |         |         |         |         |        |        | X      |        | 1     |
| HAI Haiti                |         |         |         |         |        | X      |        |        | 1     |
| HUN Hungria              |         | X       |         |         |        |        | X      |        | 2     |
| IRI Irã                  |         |         |         | X       |        |        |        |        | 1     |
| ISR Israel               |         |         | X       |         |        |        |        |        | 1     |
| ITA Itália               |         | X       |         |         |        |        | X      |        | 2     |
| JPN Japão                |         | X       |         |         | X      |        |        |        | 2     |
| LUX Luxemburgo           |         |         | X       |         |        |        |        |        | 1     |
| MAD Madagascar           |         |         |         |         |        | X      |        |        | 1     |
| MLT Malta                |         |         | X       |         |        |        |        |        | 1     |
| MON Mônaco               |         |         | X       |         |        |        |        |        | 1     |
| MGL Mongólia             |         | X       |         |         |        | X      |        |        | 2     |
| MNE Montenegro           |         |         | X       |         |        |        | X      |        | 2     |
| NIG Níger                |         |         |         |         |        |        | X      |        | 1     |
| NED Países Baixos        |         |         | X       |         |        |        | X      |        | 2     |
| PER Peru                 |         |         |         |         |        | X      |        |        | 1     |
| POL Polônia              |         | X       |         |         |        |        |        | X      | 2     |
| PUR Porto Rico           |         | X       |         |         |        | X      |        |        | 2     |
| POR Portugal             |         |         | X       |         |        | X      |        |        | 2     |
| KGZ Quirguistão          |         |         |         | X       |        |        |        |        | 1     |
| CZE Chéquia              |         |         |         |         |        |        | X      |        | 1     |
| DOM República Dominicana |         |         |         |         | X      |        |        |        | 1     |
| ROU Romênia              |         |         |         |         |        |        | X      |        | 1     |
| RUS Rússia               |         |         | X       |         | X      |        |        |        | 2     |
| SEN Senegal              |         |         | X       |         |        |        |        |        | 1     |
| SRB Sérvia               |         |         | X       |         |        |        | X      |        | 2     |
| TPE Taipé Chinês         |         |         | X       |         |        |        |        | X      | 2     |
| TJK Tajiquistão          |         |         | X       |         |        |        |        |        | 1     |
| TUN Tunísia              |         |         | X       |         |        |        |        |        | 1     |
| TUR Turquia              | X       |         |         |         | X      |        |        |        | 2     |
| UKR Ucrânia              |         | X       |         |         |        |        | X      |        | 2     |
| UZB Uzbequistão          |         | X       |         |         |        |        |        |        | 1     |
| VEN Venezuela            |         | X       |         |         |        |        |        | X      | 2     |
| ZAM Zâmbia               |         |         |         |         |        |        | X      |        | 1     |
| 67 CONs                  | 6       | 21      | 21      | 4       | 8      | 16     | 17     | 11     | 104   |

## Calendarização
O calendário foi publicado pelo Comité Organizador dos Jogos Olímpicos da Juventude de Nanquim.
Todos os horários são pela hora padrão chinesa (UTC+8).
| Data         | Dia da semana | Hora de início | Evento |
| ------------ | ------------- | -------------- | --- |
| 17 de Agosto | Domingo       | 13:00          | Pré-eliminatórias/Repescagem -55 kg Rapazes Pré-eliminatórias/Repescagem -44 kg Moças Pré-eliminatórias/Repescagem -66 kg Rapazes |
| 17 de Agosto | Domingo       | 18:00          | Rondas das medalhas -55 kg Rapazes Rondas das medalhas -44 kg Moças Rondas das medalhas -66 kg Rapazes                            |
| 18 de Agosto | 2ª Feira      | 13:00          | Pré-eliminatórias/Repescagem -52 kg Moças Pré-eliminatórias/Repescagem -81 kg Rapazes Pré-eliminatórias/Repescagem -63 kg Moças   |
| 18 de Agosto | 2ª Feira      | 18:00          | Rondas das medalhas -52 kg Moças Rondas das medalhas -81 kg Rapazes Rondas das medalhas -63 kg Moças                              |
| 19 de Agosto | 3ª Feira      | 13:00          | Pré-eliminatórias/Repescagem -78 kg Moças Pré-eliminatórias/Repescagem -100 kg Rapazes                                            |
| 19 de Agosto | 3ª Feira      | 18:00          | Rondas das medalhas -78 kg Moças Rondas das medalhas -100 kg Rapazes                                                              |
| 21 de Agosto | 5ª Feira      | 12:00          | Pré-eliminatórias/Repescagem Equipas mistas                                                                                       |
| 21 de Agosto | 5ª Feira      | 18:00          | Rondas das medalhas Equipas mistas                                                                                                |

## Sumário de medalhas

### Tabela de medalhas
| Ordem | País                       | Medalha de ouro | Medalha de prata | Medalha de bronze |    | Ordem por total |
| ----- | -------------------------- | --------------- | ---------------- | ----------------- | -- | --------------- |
| –     | IOC Equipes internacionais | 1               | 1                | 1                 | 3  | –               |
| 1     | JPN Japão                  | 1               |                  | 1                 | 2  | 1               |
| 1     | RUS Rússia                 | 1               |                  | 1                 | 2  | 1               |
| 1     | TUR Turquia                | 1               |                  | 1                 | 2  | 1               |
| 4     | BRA Brasil                 | 1               |                  |                   | 1  | 2               |
| 4     | KAZ Cazaquistão            | 1               |                  |                   | 1  | 2               |
| 4     | CRO Croácia                | 1               |                  |                   | 1  | 2               |
| 4     | HUN Hungria                | 1               |                  |                   | 1  | 2               |
| 4     | IRI Irã                    | 1               |                  |                   | 1  | 2               |
| 9     | AZE Azerbaijão             |                 | 2                |                   | 2  | 1               |
| 10    | BIH Bósnia e Herzegovina   |                 | 1                |                   | 1  | 2               |
| 10    | BUL Bulgária               |                 | 1                |                   | 1  | 2               |
| 10    | GEO Geórgia                |                 | 1                |                   | 1  | 2               |
| 10    | KGZ Quirguistão            |                 | 1                |                   | 1  | 2               |
| 10    | ROU Romênia                |                 | 1                |                   | 1  | 2               |
| 10    | UKR Ucrânia                |                 | 1                |                   | 1  | 2               |
| 16    | GER Alemanha               |                 |                  | 2                 | 2  | 1               |
| 17    | AUT Áustria                |                 |                  | 1                 | 1  | 2               |
| 17    | BEL Bélgica                |                 |                  | 1                 | 1  | 2               |
| 17    | CHN China                  |                 |                  | 1                 | 1  | 2               |
| 17    | KOR Coreia do Sul          |                 |                  | 1                 | 1  | 2               |
| 17    | CUB Cuba                   |                 |                  | 1                 | 1  | 2               |
| 17    | SLO Eslovênia              |                 |                  | 1                 | 1  | 2               |
| 17    | ESP Espanha                |                 |                  | 1                 | 1  | 2               |
| 17    | NED Países Baixos          |                 |                  | 1                 | 1  | 2               |
| 17    | VEN Venezuela              |                 |                  | 1                 | 1  | 2               |
| 17    | UZB Uzbequistão            |                 |                  | 1                 | 1  | 2               |
| TOTAL | TOTAL                      | 9               | 9                | 16                | 35 |                 |

### Rapazes
| Evento           | Ouro                      | Prata                     | Bronze                                   |
| ---------------- | ------------------------- | ------------------------- | ---------------------------------------- |
| -55 kg detalhes  | KAZ Bauyrzhan Zhauyntayev | AZE Natig Gurbanli        | BEL Jorre Verstraeten TUR Oguzhan Karaca |
| -66 kg detalhes  | JPN Hifumi Abe            | UKR Bogdan Iadov          | UZB Sukhrob Tursunov CHN Wu Zhiqiang     |
| -81 kg detalhes  | RUS Mikhail Igolnikov     | GEO Tamazi Kirakozashvili | NED Frank de Wit CUB Ivan Felipe Morales |
| -100 kg detalhes | IRI Ramin Safaviyeh       | KGZ Rostislav Dashkov     | GER Domenik Schonefeldt                  |

### Moças
| Evento          | Ouro                | Prata                    | Bronze                                      |
| --------------- | ------------------- | ------------------------ | ------------------------------------------- |
| -44 kg detalhes | TUR Melisa Cakmakli | AZE Leyla Aliyeva        | RUS Anastasya Turcheva JPN Honoka Yamauchi  |
| -52 kg detalhes | BRA Layana Colman   | BUL Betina Temelkova     | SLO Marusa Stangar KOR Lee Hyekyeong        |
| -63 kg detalhes | HUN Szabina Gercsak | ROU Stefania Dobre       | GER Jennifer Schwille AUT Michaela Polleres |
| -78 kg detalhes | CRO Brigita Matic   | BIH Aleksandra Samardzic | ESP Sara Rodriguez VEN Elvismar Rodriguez   |

### Evento misto
O evento misto decorreu com equipas de oito atletas, quatro rapazes e quatro moças, de países diferentes. Em cada duelo entre equipas, foram disputados oito concusos.
| Evento                | Ouro                                                                              | Prata                                                                               | Bronze                                                                        |
| --------------------- | --------------------------------------------------------------------------------- | ----------------------------------------------------------------------------------- | ----------------------------------------------------------------------------- |
| Evento misto detalhes | IOC Equipes internacionais Team Rouge (equipa incluiu a portuguesa Maria Siderot) | IOC Equipes internacionais Team Geesink (equipa incluiu a brasileira Layana Colman) | IOC Equipes internacionais Team Xian IOC Equipes internacionais Team Douillet |